# 군산교도소
군산교도소는 전라북도 군산시에 소재한 광주지방교정청 산하의 교도소이다.

## 연혁
- 1910년 광주감옥 군산분감으로 개소
- 1946년 군산형무소로 승격
- 1961년 군산교도소로 개칭
- 1998년 현재 위치로 이전

## 같이 보기
- 대한민국 교정본부